# Refried Food
Refried Food est un album compilation de musique électronique dont les pièces proviennent de divers auteurs.

## Titres
| 1.  | Strange Taste                                          |                    | 1:34 |
| 2.  | Spiral Dub                                             |                    | 5:25 |
| 3.  | Freedom (Fila Brazillia Mix)                           | Fila Brazillia     | 7:16 |
| 4.  | Sexy Bits (Autechre Ae9v Mix)                          | Autechre           | 7:25 |
| 5.  | Scratch Yer Hed (Squarepusher Mix)                     | Squarepusher       | 7:18 |
| 6.  | Mella (The Herbaliser Drive Faster Mix)                | The Herbaliser     | 4:51 |
| 7.  | Half Step (Doctor Rockit Mix)                          | Doctor Rockit      | 5:11 |
| 8.  | Turtle Soup (Wagon Christ Mix)                         | Wagon Christ       | 7:55 |
| 9.  | Spiral (Tongue & Groove Mix)                           | London Elektricity | 8:02 |
| 10. | Dark Lady (Skint Mix)                                  | Damian Harris      | 7:02 |
| 11. | Dark River (The Angel Mix)                             | The Angel          | 4:07 |
| 12. | Dark Blood (MLO Nu Blud 2 Mix)                         | MLO                | 5:37 |
| 13. | Consciousness (Ashley Beedle Cosmic Consciousness Mix) | Ashley Beedle      | 5:52 |
| 14. | Taste Strange                                          |                    | 1:15 |

| 1. | Fungle Junk (Lemon D Jazz Excursion Remix)                 | Lemon D          | 7:49  |
| 2. | Valves (Journeyman Mix)                                    | Journeyman       | 3:13  |
| 3. | Consciousness (Ashley Beedle Unconsciousness Dub)          | Ashley Beedle    | 4:56  |
| 4. | Stop Phink (Hidden Chipsters Mix)                          | Hidden Chipsters | 4:31  |
| 5. | Inosan (Neotropic Neohead Phone Head Fuck)                 | Neotropic        | 7:32  |
| 6. | Inosan Part 1 - Cut By The Hand Of Ninja (Black Devil Mix) |                  | 2:53  |
| 7. | Inosan Part 1 - Cut By The Hand Of Ninja (Black Devil Mix) |                  | 3:56  |
| 8. | Mr. Scruff's Ninja Tune Megamix                            | Mr. Scruff       | 12:11 |